# Robert Budzynski
Robert Budzynski, né le 21 mai 1940 à Calonne-Ricouart dans le Pas-de-Calais, et mort le 17 juillet 2023 à Nantes, est un footballeur et directeur sportif français. 
Défenseur central formé au RC Lens, il réalise l'essentiel de sa carrière au FC Nantes. Double champion de France en 1965 et 1966, il est sélectionné en équipe de France, avec laquelle il joue la Coupe du monde de football en 1966. 
Forcé de prendre sa retraite sportive à 29 ans après une blessure, il devient recruteur et directeur sportif du club nantais, un poste qu'il occupe pendant 35 ans. Sous sa direction, le club remporte notamment six autres fois le championnat de France.

## Biographie

### Footballeur
Issu d'une famille immigrée de Pologne, Robert Budzynski grandit dans le Pas-de-Calais. En 1953, il n'est encore qu'un simple joueur de football dans l'équipe d'un collège de Béthune. De 1956 à 1958 il est licencié de l'Union sportive d'Auchel, un club alors en division Nord du Championnat de France amateur, le troisième échelon national. 
Repéré par Henri Trannin, il signe en 1958 au RC Lens, le principal club du département. Après une première saison en réserve, il fait ses débuts en équipe première, en première division, en 1959, et devient vite titulaire comme défenseur central. Il s'y fait remarquer par sa sûreté et son élégance, son efficacité, son jeu de tête et sa qualité de relance. Les Lensois terminent au sixième rang en championnat et remportent la Coupe Drago. Sa progression est interrompue par son service militaire et sa participation à la guerre d'Algérie. Il reprend sa carrière au cours de la saison 1961-1962 et redevient titulaire. Mais la saison suivante est difficile pour le club, qui connait des difficultés financières dans le contexte de fermeture des mines de la région. Le club lensois fait venir l'entraîneur d'Auchel Élie Fruchart avec l'objectif de rebâtir l'équipe avec des jeunes. Budzynski est placé sur la liste des transferts au début de la saison 1963-1964, avec l'espoir d'en retirer un bénéfice financier. Le Racing Club de Paris approche le club lensois mais le joueur refuse d'y être transféré. Le joueur est écarté et ne signe finalement qu'au mois de novembre au FC Nantes, un club tout juste promu en première division, en difficulté défensive. 
Budzynski fait ses débuts sous le maillot nantais le 1er décembre 1963 contre l'OGC Nice, battu 3-0, et s'impose immédiatement comme titulaire au sein d'une équipe jeune, entraînée par José Arribas. Les Nantais terminent finalement la saison à une prometteuse huitième place et poursuivent leur progression, au point de remporter le championnat de France les deux saisons suivantes, en 1964-1965 et 1965-1966, ainsi que le Challenge des champions 1965. Ils atteignent aussi la finale de la Coupe de France en 1966, perdue face au RC Strasbourg. Les Nantais font leur début en Coupe des clubs champions européens mais s'inclinent au premier tour face au Partizan Belgrade, futur finaliste de l'épreuve. 
Cadre du champion de France en titre, Robert Budzynski est sélectionné par Henri Guérin en équipe de France, alors qu'elle est engagée dans la course à la qualification à la Coupe du monde de 1966. Il est remplaçant lors de la victoire importante en Norvège en septembre 1965 et honore sa première cape le mois suivant, à l'occasion d'un match face à la Yougoslavie, principal rival des Bleus. Les Français l'emportent 1-0 sur un but de son coéquipier Philippe Gondet, qui fête également sa première sélection, et se qualifient finalement pour le tournoi mondial. Il dispute encore plusieurs matchs de préparation comme défenseur central (stoppeur ou libéro) et se voit sélectionné pour le tournoi mondial. Il est titulaire lors des trois matchs du premier tour, face au Mexique (1-1), à l'Uruguay (1-2) et finalement l'Angleterre, pays organisateur et futur vainqueur. Réduits en pratique à dix en début de match après la blessure de Herbin, les Bleus s'inclinent encore (0-2) et sont éliminés. 
Après la Coupe du monde, Budzynski retrouve Nantes. Devancé par l'AS Saint Étienne, son club perd son titre de champion de France en 1967 et est éliminé de la Coupe d'Europe par le Celtic FC de Glasgow, futur vainqueur. En équipe de France, Guérin démissionne après la Coupe du monde et est remplacé par le tandem Snella-Arribas. En l'absence de Marcel Artelesa, Budzynski hérite du brassard de capitaine lors de trois matchs : une défaite amicale en Hongrie, une victoire face à la Pologne pour l'ouverture des éliminatoires du championnat d'Europe 1968, puis une défaite en Belgique. Début 1967, Just Fontaine remplace le duo Snella-Arribas, démissionnaire. Il convoque Budzynski pour son premier match en mars 1967 face à la Roumanie. Remplaçant, il rentre en jeu rapidement après la blessure de Louis Provelli mais les Bleus s'inclinent (1-2). Il est encore réserviste face à l'URSS la fois suivante, sans rentrer en jeu. Le remplacement de Fontaine par Louis Dugauguez en septembre 1967 marque la fin de la carrière internationale de Budzynski.  
En club la situation se dégrade également. Les Nantais, amoindris par le départ de joueurs importants et les blessures, terminent à une décevante septième place en 1968, et font un début de saison 1968-1969 encore plus décevant. Le 15 décembre 1968, lors d'un match face à l'AS Monaco, Budzynski est victime d'un tacle brutal de l'attaquant François Simian et subit une double fracture tibia-péroné. Il entame alors une longue convalescence avec l'espoir de pouvoir rejouer. Il rejoue avec l'équipe réserve à la fin de l'année 1969 avant de se blesser de nouveau gravement à l'entraînement.
En 2022, le magazine So Foot le classe dans le top 1000 des meilleurs joueurs du championnat de France, à la 569e place.

### Recruteur et directeur sportif
Louis Fonteneau, jeune président du FC Nantes, lui propose en janvier 1970 de devenir directeur sportif du club, un poste alors inexistant en France. Il accompagne dès lors les entraîneurs successifs du club, se chargeant de répondre à leurs besoins de recrutement. Le club retrouve vite le haut du tableau, terminant sur le podium en 1971 et remportant une troisième fois le championnat de France en 1973. S'ouvre une période d'une quinzaine d'années où le football français est dominé par le duo formé par l'AS Saint-Etienne et le FC Nantes. Les Nantais cultivent un style de jeu particulier, spectaculaire et offensif, qu'on qualifiera en France de jeu « à la nantaise », selon les principes de jeux imaginés par José Arribas.
Budzynski recrute notamment pour l'équipe professionnelle l'attaquant Vahid Halilhodžić en 1981, plusieurs fois meilleur buteur du championnat, mais aussi plusieurs joueurs sud-américains comme Ángel Marcos, Hugo Bargas et Jorge Burruchaga, le Tchadien Japhet N'Doram, ou encore le Français Éric Carrière. Il recrute aussi des jeunes joueurs pour le centre de formation du club nantais, alors fameux, notamment Maxime Bossis, Marcel Desailly, Loïc Amisse, Didier Deschamps, etc.  
Sous sa direction sportive, le club nantais remporte six fois le championnat de France, en 1973, 1977, 1980, 1983, 1995 et 2001, trois fois la Coupe de France, en 1979, 1999 et 2000, et atteint à plusieurs reprises les derniers tours de Coupe d'Europe, notamment une demi-finale de Coupe d'Europe des vainqueurs de coupes en 1980, deux quarts de finale de Coupe UEFA en 1986 et 1995, et une demi-finale de Ligue des champions en 1996, perdue face à la Juventus de Turin.  
En 35 ans de carrière, plus de 200 joueurs ont rejoint le FC Nantes par son entremise. La privatisation du club, acheté en 2000 par Socpresse, puis par Serge Dassault en 2004, remet en cause son rôle central au sein du club, notamment après une saison 2004-2005 particulièrement difficile. Il est finalement poussé à la retraite le 8 octobre 2005 par la direction du club (en la personne de Jean-Luc Gripond, puis de son successeur Rudi Roussillon).

## Statistiques
| Saison                | Club                  | Championnat           | Championnat | Championnat | Coupe(s) nationale(s) | Coupe(s) nationale(s) | Compétition(s) continentale(s) | Compétition(s) continentale(s) | Compétition(s) continentale(s) | France | France | Total | Total |
| Saison                | Club                  | Division              | M.          | B.          | M.                    | B.                    | Comp.                          | M.                             | B.                             | M.     | B.     | M.    | B.    |
| 1959-1960             | RC Lens               | D1                    | 27          | 1           | 7                     | 0                     | -                              | -                              | -                              | -      | -      | 34    | 1     |
| 1960-1961             | RC Lens               | D1                    | -           | -           |                       |                       | -                              | -                              | -                              | -      | -      | 0     | 0     |
| 1961-1962             | RC Lens               | D1                    | 11          | 0           |                       |                       | -                              | -                              | -                              | -      | -      | 11    | 0     |
| 1962-1963             | RC Lens               | D1                    | 34          | 0           | 5                     | 0                     | -                              | -                              | -                              | -      | -      | 39    | 0     |
| 1963                  | RC Lens               | D1                    | 1           | 0           |                       |                       | -                              | -                              | -                              | -      | -      | 1     | 0     |
| 1963-1964             | FC Nantes             | D1                    | 22          | 0           | 5                     | 0                     | -                              | -                              | -                              | -      | -      | 27    | 0     |
| 1964-1965             | FC Nantes             | D1                    | 33          | 0           | 7                     | 0                     | -                              | -                              | -                              | -      | -      | 40    | 0     |
| 1965-1966             | FC Nantes             | D1                    | 34          | 1           | 5                     | 0                     | C1                             | 2                              | 0                              | 7      | 0      | 48    | 1     |
| 1966-1967             | FC Nantes             | D1                    | 35          | 0           | 4                     | 0                     | C1                             | 3                              | 0                              | 4      | 0      | 46    | 0     |
| 1967-1968             | FC Nantes             | D1                    | 35          | 1           | 3                     | 0                     | -                              | -                              | -                              | -      | -      | 38    | 1     |
| 1968-1969             | FC Nantes             | D1                    | 11          | 0           |                       |                       | -                              | -                              | -                              | -      | -      | 11    | 0     |
| Total sur la carrière | Total sur la carrière | Total sur la carrière | 243         | 3           | 36                    | 0                     | -                              | 5                              | 0                              | 11     | 0      | 295   | 3     |

## Palmarès joueur

### En club
- Champion de France en 1965 et en 1966 avec le FC Nantes
- Vainqueur du Challenge des Champions en 1965 avec le FC Nantes
- Vainqueur de la Coupe Charles Drago en 1960 avec le RC Lens
- Vice-champion de France en 1967 avec le FC Nantes
- Finaliste de la Coupe de France en 1966 avec le FC Nantes
- Finaliste du Challenge des Champions en 1966 avec le FC Nantes

### EnÉquipe de France
- 11 sélections entre 1965 et 1967
- Participation à la Coupe du monde en 1966 (premier tour)